# Drycothaea sallei
Drycothaea sallei là một loài bọ cánh cứng trong họ Cerambycidae.